# Vasa konsthall

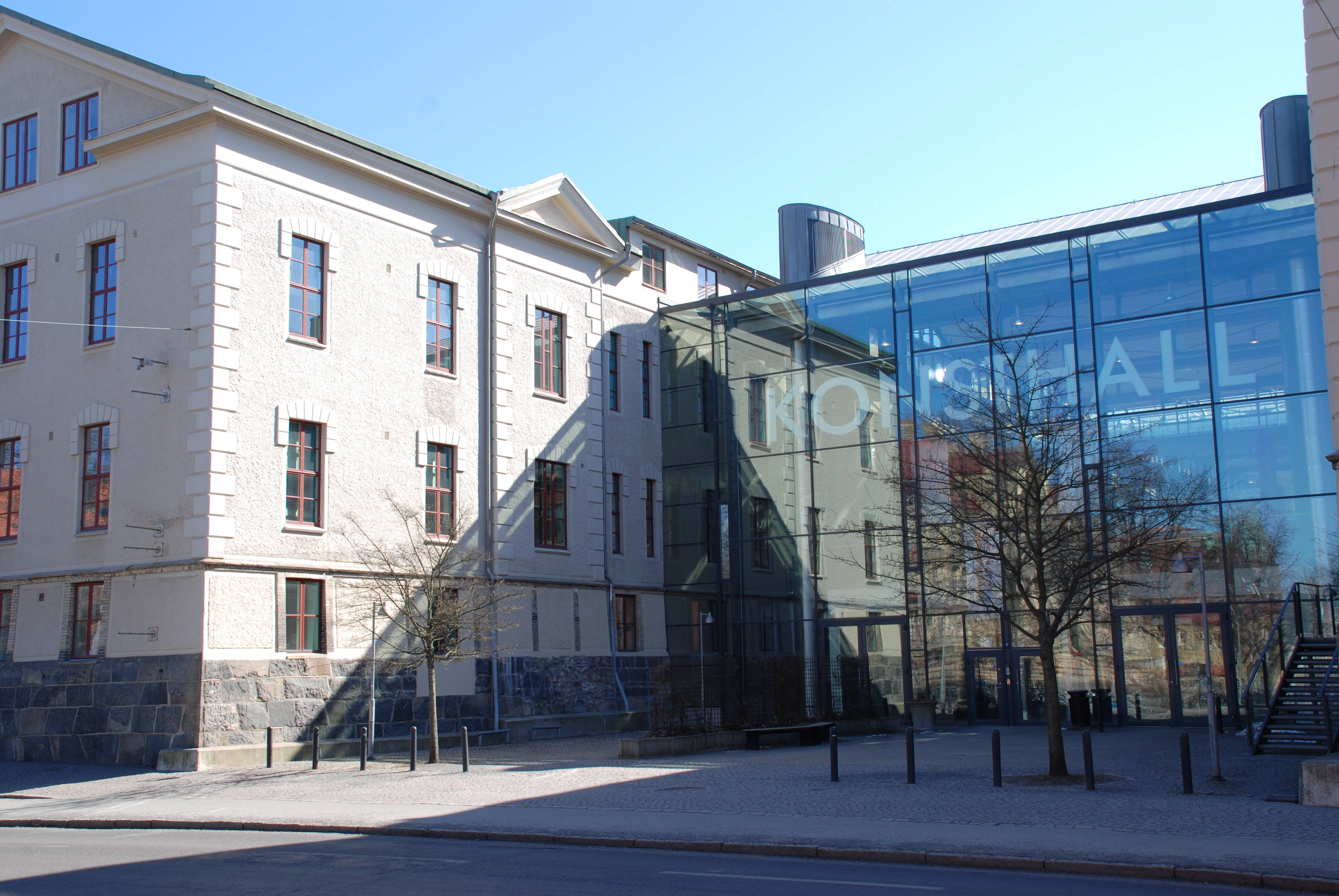
Vasa konsthall

Vasa konsthall var en konsthall i Göteborg. 
Vasa konsthall låg i lokaler som tidigare var en del av Vasa sjukhus i Johanneberg. Den var öppen mellan november 2006 och december 2013.